# Lipoptena depressa
Lipoptena depressa är en tvåvingeart som först beskrevs av Thomas Say 1823.  Lipoptena depressa ingår i släktet Lipoptena och familjen lusflugor. Inga underarter finns listade i Catalogue of Life.